# Taro, der kleine Drachenjunge
Taro, der kleine Drachenjunge (japanisch 龍の子太郎, Tatsu no Ko Tarō) ist ein Anime-Film des Regisseurs Kirio Urayama aus dem Jahr 1979. Der Film ist auch unter den Titeln Taro, der Drachenjunge und Taro, der Drachenboy bekannt.

## Handlung
Der Junge Taro, auch „Drachenjunge“ genannt, lebt bei seiner Großmutter in einem armen mittelalterlichen Dorf. Er gilt den Dorfbewohnern als verfressen und faul, da er ihnen kaum bei der Feldarbeit hilft. Doch er hat sich mit den Tieren des Waldes angefreundet. Eines Tages kämpft er mit einem Tengu und beeindruckt diesen so, dass er von ihm die Kraft von 100 Männern erhält. Die kann Taro jedoch nur einsetzen, wenn er anderen helfen will. Daraufhin hilft er auch den Bewohnern des Dorfes.
Bald darauf trifft er das schöne Mädchen Aya aus einem fremden Dorf, deren Flötenspiel die Tiere des Waldes anlockt. Er beschützt sie vor dem roten Oni, der die Tiere mit seinen Trommeln anlocken wollte. Taro verspricht Aya, sie für immer zu beschützen. Taro erfährt am Abend, dass seine Mutter nicht gestorben ist, wie er immer dachte, sondern sich zu seiner Geburt in einen Drachen verwandelt hat und nun irgendwo auf ihn wartet. Sie ist erblindet, weil sie ihre Augäpfel als Nahrung für ihn als Säugling gab. Er will gleich zu ihr aufbrechen, doch erreicht ihn die Nachricht, dass der rote Oni Aya entführt hat. Doch bei diesem angekommen, ist Aya vom schwarzen Oni entführt, der über den roten herrscht. Beide brechen auf und mit vereinten Kräften können alle drei den schwarzen Oni töten. Daher sind auch die Bewohner des nahen Dorfes von der Unterdrückung befreit, sie geben Taro Verpflegung und Unterkunft, doch er will weiter, seine Mutter suchen.
Taro kommt bald zu einer alten Frau, die ihm verspricht, mit dem Drachen im See hinter ihrer Hütte reden zu können, wenn er ihr hilft. Doch nach allen Mühen stellt Taro fest, dass im See nur eine Schlange lebt und die Frau ihn ausbeuten wollte. Doch die Schlange verweist ihn auf eine alte Frau in den Bergen. Von dieser erfährt er von einem Drachen in einem See im Norden. Auf dem Weg dorthin kommt Taro fast im Schnee um, doch kommt ihm Aya mittels eines magischen Spiegels und eines fliegenden Rosses, die aus der Höhle des schwarzen Oni stammen, zu Hilfe.
Am See im Norden trifft Taro endlich den Drachen, seine Mutter. Diese erzählt ihm, dass sie von den Göttern verwandelt wurde, weil sie in der Schwangerschaft auf der Jagd allen Proviant aß und den anderen nichts ließ. Nach seiner Geburt zog sie sich in den See zurück. Um nun den Menschen des Dorfes zu helfen, trocknet sie den See aus, indem sie mit ihrem Leib einen Fels zerbricht. Daraufhin verwandelt sie sich wieder in eine Frau zurück und die Bewohner des Dorfes ziehen in die entstandene fruchtbare Ebene um.

## Vorlage
Der Film basiert auf dem Kinderbuch Tatsu no Ko Taro von Miyoko Matsutani, das wiederum eine alte japanische Volkssage verarbeitet.

## Produktion und Veröffentlichung
Der Film wurde 1979 unter der Regie von Kirio Urayama vom Studio Toei Animation produziert. Das Charakterdesign entwarfen Reiko Okuyama und Youichi Otabe und die künstlerische Leitung übernahm Isamu Tsuchida. Die Musik komponierte Riichiro Manabe. Der Anime kam am 17. März 1979 in die japanischen Kinos.
Der Film wurde unter anderem ins Englische, Spanische und Arabische übersetzt. Am 4. September 1983 wurde der Film unter dem Titel Taro, der Drachenjunge im ersten Programm des DDR-Fernsehens ausgestrahlt. 1984 wurde der Film von Silwa Video mit dem Titel Taro, der Drachenboy auf Video veröffentlicht. 1986 folgte die Ausstrahlung auf RTL plus als Taro, der kleine Drachenjunge. Unter diesem Titel folgten weitere Wiederholungen auf RTL und arte.

## Synchronisation
| Rolle   | Japanischer Sprecher (Seiyū) | Deutscher Sprecher |
| ------- | ---------------------------- | ------------------ |
| Taro    | Jun’ya Katō                  | Roswitha Marks     |
| Tatsuya | Sayuri Yoshinaga             | Rosemarie Deibel   |
| Aya     | Mīna Tominaga                | Heidemarie Gohde   |